# Kurt Benson
Kurt Benson (* 13. Oktober 1902 in Königsberg; † 9. September 1942 am Ilmensee) war ein SS-Oberführer.

## Leben
Benson machte eine Lehre als Kaufmann und war in diesem Beruf zunächst tätig. Nach dem Ersten Weltkrieg wurde er Mitglied des Freikorps Oberland und im Frontbann. Zum 23. September 1925 trat er der NSDAP bei (Mitgliedsnummer 19.227). Von 1926 bis 1929 war er Mitglied der SA, bis er im August 1929 zur SS wechselte (SS-Nummer 1.642). In der Königsberger SS wurde Benson mehrfach befördert und war ab dem 16. Dezember 1933 der Führer der dortigen 18. SS-Standarte.
Am 20. Juni 1935 wurde Benson zum SS-Oberführer ernannt und übernahm am 30. Juni 1935 den SS-Abschnitt IV in Hannover. Nach der Reichspogromnacht am 9. November 1938 organisierte Benson Zerstörungsaktionen der SS gegen jüdische Einrichtungen in Hannover, die bis in die Nacht zum 11. November dauerten. Dem Führer des Hildesheimer SS-Sturmbanns erteilte Benson die Anweisung, die dortige Synagoge zu zerstören. Am 30. Dezember 1938 wurde Benson zum Stab des SS-Oberabschnitts Nordost nach Königsberg versetzt. In Königsberg war er Mitinhaber der Firmen „Steinmetz & Co“ und „Friedrich Benson“, letztere eine Firma für Orden und Ehrenzeichen.
Seit 1939 Leutnant der Reserve beim Infanterie-Regiment 46, wurde Benson 1940 beim Westfeldzug eingesetzt und bei Dünkirchen schwer verwundet. Als Kompanieführer und Oberleutnant der Reserve nahm er am deutschen Krieg gegen die Sowjetunion teil und fiel 1942 in der Schlacht am Ilmensee.